# Client mystère
Le client mystère est une technique de contrôle de la qualité en entreprise et de marketing, s'apparentant à un audit masqué. Du fait de ses nombreux impacts sur la société, elle a un rôle controversé.

## Enjeux du client mystère
Il s'agit d'envoyer dans une entreprise des clients formés pour évaluer la qualité du service à la clientèle à l'aide de critères d'évaluation précis. Cela peut être fait de manière ponctuelle ou de manière statistique (pour les aspects qualité et marketing).
Cela permet une connaissance pratique de la perception par les clients, ce qui permet :
- d'effectuer un contrôle, lorsqu'il s'agit d'une prestation commandée en interne (point de vue marque)
- de noter et classer par rapport à des équivalents, lorsqu'il s'agit d'une prestation commandée en externe (point de vue client).

Le rapport de client mystère permet au commanditaire principalement de connaître sur des cas particuliers les points faibles et de s'assurer des engagements des personnes morales et physiques avec lesquelles il a contractualisé (contrat de travail, de vente, de promotion, etc.).
Contrairement aux audits, ils ne font généralement pas l'objet de débriefing qui permettent de faire un retour direct auprès des personnes auditées et qui leur donne l'occasion de s'expliquer et donc de disposer d'un second point de vue. Cette impossibilité trouve son origine dans le fait que les clients mystères ne doivent pas être repérés sous peine de ne plus pouvoir être crédibles.
Dans le cas d'une récurrence trop importante, des cas d'éthique se posent en lien avec le harcèlement, les libertés publiques, le licenciement.

## Méthodologie
Les personnes recrutées comme « clients mystères » se font passer pour des clients normaux selon un scénario indiqué par le commanditaire, posent des questions, achètent des produits ou des services ou font des réclamations. L'entreprise est alors évaluée par un questionnaire remis au client par le commanditaire. La pratique de la vidéo mystère se développe de plus en plus, il s'agit d'une variante du client mystère qui utilise une caméra cachée lors de la visite du magasin.
Le client mystère démasqué par l'enseigne auditée peut se voir privé de rémunération.
En général, les salariés sont informés de l'existence de cette pratique et, avec les syndicats, ils peuvent être amenés à fixer certaines règles pour les enquêtes, comme l'autorisation donnée ou non au client de faire un rapport d'enquête nominatif ou d'enregistrer l'enquête, en conformité avec la législation applicable. De nombreuses marques d'automobiles en France utilisent des visiteurs mystère, et enregistrent les vendeurs. De nombreuses entreprises employant des clients mystère ne respectent pas les lois sociales.
Le client mystère peut intervenir de façon anonyme, sous un faux nom ou en donnant son vrai nom. Ce dernier cas peut être gênant pour le client mystère dont le rapport de mission s'avère très négatif, car il ne maîtrise pas l'utilisation qui est faite de son rapport.
Il s'agit également pour l'employeur de disposer d'un moyen de pression et de surveillance sur ses travailleurs. Celui-ci s'ajoute à celui du supérieur hiérarchique mais il est constant car peut se manifester à tout moment sans pouvoir le reconnaître.

## Utilisation
Le client mystère est très utilisé par les franchiseurs pour auditer les franchisés ou les succursales (cinémas, réseaux d'agences immobilières, restaurants, concessionnaires automobiles). Par exemple chez McDonald's en 2009 plus de 28 000 visites de clients mystères ont été réalisées dans les 1 161 restaurants français via une société indépendante. C’est également cette méthode qui a été retenue par Viséo Conseil, l'organisateur du concours de l'Élection du service client de l'année pour mesurer les performances des entreprises en matière de relation client.

## Marché
Ce marché aurait été créé dans les années 1940. Il cumulait en France à 50 millions d'euros en 2004 et grimpe à 200 millions d'euros en 2013. Avec le développement des smartphones, le marché croit par l'intermédiaire de sociétés éditant des applications demandant des photographies, des rapports succincts, etc..
Les rémunérations peuvent varier d'un simple SMIC horaire pour les activités peu qualifiées à des sommes très importantes, en fonction de l'enseigne qui mandate. Les plus hautes rémunérations sont distribuées par les enseignes de luxe, pouvant aller jusqu'à plusieurs milliers de dollars ou d'euros pour une mission dont la durée s'étend entre trois quarts d'heure et une heure et demie et dont l'activité qualifiée s'apparente plus à une activité de détective privé.
Les activités sans qualification et sans formation sont très largement majoritaires par rapport à celles qui demandent de l'expérience ou des compétences développées.
Ce travail précaire est présenté comme un jeu, mais il s'agit au contraire d'une tâche compliquée du fait des impératifs de constance, disponibilité, rigueur, objectivité.
La logique usuelle consiste à engager des clients-mystères proches géographiquement des enseignes auditées afin que le commanditaire ait peu de frais de déplacement à rembourser au client et que le client ait peu de temps à passer dans les transports. Dans la réalité, particulièrement en province, la demande de travail comme client-mystère étant parfois faible (en raison de la précarité et de la rémunération du travail) par rapport aux besoins, une mission peut nécessiter un déplacement loin du domicile du client, ce qui n'est alors pas rentable pour ce dernier, qui doit trouver un intérêt complémentaire pour effectuer ce déplacement (visite familiale, loisir, etc.).
Le temps de travail et les frais de mission sont souvent sous-évalués ou sous-payés par le commanditaire, car le client doit effectuer divers travaux avant et après la mission : étudier la faisabilité de la mission, signer son contrat de travail ponctuel, étudier le scénario indiqué, étudier la concurrence du produit ou de la marque concernés, préparer son déplacement (parfois à 100 km de son domicile), effectuer la visite commerciale proprement dite et le déplacement (pour une visite qui ne dure souvent qu'une demi-heure ou une heure), enregistrer son questionnaire sur internet ou sur smartphone, transmettre des justificatifs de visite et conserver des preuves de la mission pendant des années... Or, le seul temps de travail payé est souvent le temps forfaitairement prévu comme à passer dans l'établissement concerné et pour la saisie en ligne du questionnaire.
Certaines enseignes rémunèrent parfois partiellement ou en totalité en nature (produit ou service de la marque auditée) ce qui leur permet de fidéliser ces employés.